# Чайтья

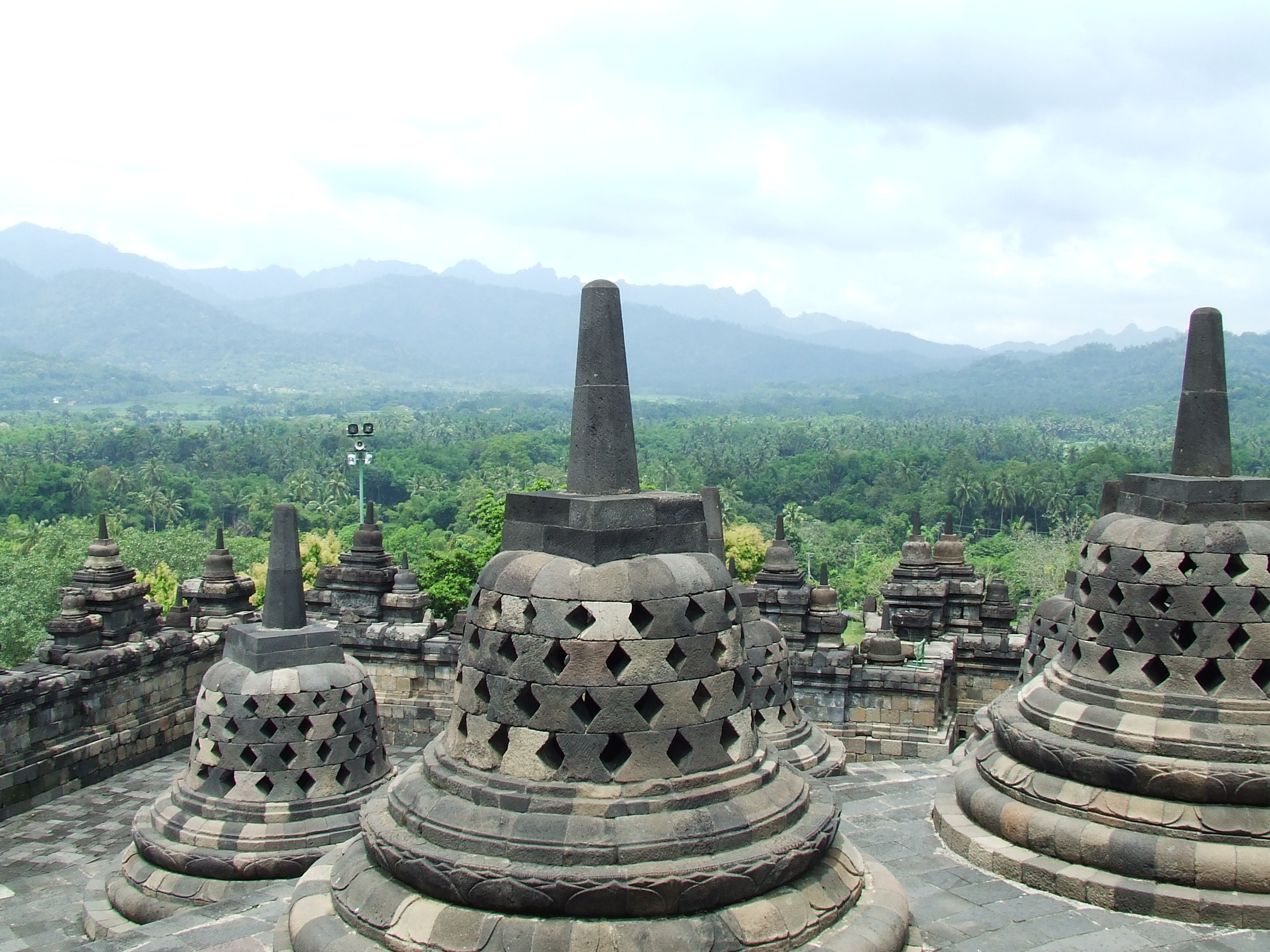
Чайтьї, Боробудур.

Ча́йтья (caitya IAST, санскр. सेतिया, палі cetiya — «вогнений вівтар», «вогнище») — культова споруда в індійській, буддійській і джайніській архітектурі.
Перші чайтьї відносяться до часів правління Ашоки Маур'ї (III ст. до н. е.), коли в Індії стався розквіт буддизму і з'явилася необхідність створювати монументальні пам'ятники. Це храм-молитовник у вигляді вирубаного в скельному масиві довгастого залу з двома рядами колон і ступою, вміщеній точно навпроти входу в заокругленій кінці залу. Пізніше чайтьї стали робити і як окремо стоячі будівлі (однак це вже пізніше: у V—VI ст. н. е.). Архітектурні елементи чайтьї сягають ще давньоарійськії дерев'яній архітектурі. У камені імітувалися древні конструкції, наприклад, кам'яні несправжні крокви, які імітували дерев'яне покриття арійських будинків. Стеля оформлена гнутими дерев'яними ребрами. Вихід оформлений часто як «портик» з кілеподібним завершенням, який імітував подібне ж завершення фасадів житлових будинків з рослинного матеріалу.
Один з найдавніших пам'яток індійській архітектури цього типу — чайтья в Карлі I століття до н. е. Внутрішній простір віддалено нагадує базиліку: вирубаний в скелі простір розділений на три «нави», відокремлені один від одного рядами колон з горшковидними базами і складними капітелями (з'єднання мотивів дзвонів і квітки лотоса) зі скульптурним завершенням з групи чоловічих і жіночих фігур. У Бхаджі (II століття до н. е.) внутрішнє оформлення чайтьї набагато скромніше: немає скульптурних рельєфів, а замість колон — прості стовпи. Вхід в печеру нічим не закритий: арка входу дорівнює висоті її склепінь. Серед печер Аджанти також збереглися стародавні буддійські чайтьї: наприклад, Печера № 9 з колонами, прикрашеними смужками орнаменту, витонченим декоративним фризом і ступою, суцільно покритої рельєфами (на ній же — зображення сидячого між двома напівколонами Будди).